# Feuersbach
Feuersbach ist der östlichste Stadtteil der Groß- und Kreisstadt Siegen.

## Geografie
Feuersbach liegt etwa 6 km östlich des Siegener Stadtkerns im Tal des Feuersbachs. Im Ort mündet der Breitenbach in ihn. Berge um den Ort sind zum Beispiel der Hundsberg oder die Hohe Roth mit 483,9 m Höhe im Süden, welcher die größte Erhebung darstellt. Im Norden liegen der Rinzenberg (408,6 m) oder der Höhkopf (404 m Höhe).
Der Stadtteil grenzt im Norden an Breitenbach, im Osten an Deuz (Netphen) und Anzhausen, im Süden an Flammersbach und Niederdielfen (alle Wilnsdorf) und im Westen an Kaan-Marienborn und Volnsberg.

## Geschichte
Am 23. September 1337 wurde Feuersbach erstmals als „Wurspach“ erwähnt.
1925 wohnten in der Gemeinde Feuersbach 205 Einwohner, von denen 187 evangelisch und 18 katholisch waren. Einrichtungen waren zum Beispiel eine Volksschule und ein Bestellungspostamt. Der Ort verfügte über eine Elektrizitätsversorgung, die vom Zweckverband Netphen kam.
Die selbständige Gemeinde Feuersbach gehörte bis zum 1. Januar 1969 dem Amt Netphen an und wurde im Zuge der kommunalen Gebietsreform nach Siegen eingemeindet.

### Einwohnerzahlen
Einwohnerzahlen des Ortes:
| Jahr | Einwohner |
| ---- | --------- |
| 1818 | 169       |
| 1885 | 197       |
| 1895 | 193       |
| 1905 | 190       |
| 1910 | 195       |
| 1925 | 205       |

| Jahr | Einwohner |
| ---- | --------- |
| 1933 | 198       |
| 1939 | 176       |
| 1950 | 267       |
| 1961 | 224       |
| 1967 | 254       |
| 1994 | 382       |

| Jahr | Einwohner |
| ---- | --------- |
| 2004 | 406       |
| 2006 | 427       |
| 2008 | 430       |
| 2009 | 417       |
| 2010 | 407       |
| 2011 | 401       |

| Jahr | Einwohner |
| ---- | --------- |
| 2012 | 400       |
| 2013 | 392       |
| 2014 | 400       |
| 2015 | 399       |
| 2016 | 398       |

## Sehenswürdigkeiten
Sehenswürdig ist die „Alte Schule“ im Ort. 1903 wurde sie erbaut und bis 1968 genutzt. Der 1985 gegründete Heimatverein renovierte das Gebäude bis 1986 komplett. 2007 wurde eine neue Heizung installiert, 2009 die Fassade neu angestrichen. Die Schule ist auch Predigtstätte der evangelischen Kirchengemeinde Netphen-Deuz.

## Infrastruktur
Der Ort hat nur wenig Industrie, die meisten Flächen bestehen aus Landwirtschaft.
Feuersbach liegt an der Landesstraße 719, die von Kaan-Marienborn nach Deuz führt. Südlich des Ortes zweigt die Kreisstraße 11 nach Flammersbach ab. Über Kaan und Siegen ist der Ort an die Hüttentalstraße und die Bundesautobahn 45 angebunden. Die nächstgelegenen Personenbahnhöfe sind Siegen-Weidenau und Wilnsdorf-Rudersdorf.